# گل‌بال در پارالمپیک تابستانی ۲۰۲۴
گل‌بال در بازی‌های پارالمپیک تابستانی ۲۰۲۴ است که از ۲۹ اوت تا ۵ سپتامبر برگزار می شود. محل برگزاری مسابقات نمایشگاه پورت دو ورسای پاریس، واقع در شهر پاریس، پایتخت کشور فرانسه می باشد. این رشته شامل دو رویداد، یکی برای زنان و دیگری برای مردان می باشد.

## تیم های شرکت کننده

### نحوه جدید برگزاری مسابقات
تا قبل از پارالمپیک تابستانی ۲۰۲۴، در هر دو رویداد مردان و زنان، ده تیم شرکت می کردند. اما در ۱۹ نوامبر ۲۰۲۱ کمیته بین‌المللی پارالمپیک اعلام کرد که برای بازی های پارالمپیک تابستانی ۲۰۲۴ در هر کدام از رویداد ها هشت تیم حضور پیدا خواهند کرد. این تغییر در تعداد تیم های شرکت کننده، باعث کاهش تعداد بازی ها از ۴۰ به ۲۸ شد.

### تیم های راه یافته
| کشور         | زنان | مردان |
| ------------ | ---- | ----- |
| ایران        |      | Yes   |
| ایالات متحده |      | Yes   |
| اسرائیل      | Yes  |       |
| برزیل        | Yes  | Yes   |
| چین          | Yes  | Yes   |
| ژاپن         | Yes  | Yes   |
| مصر          |      | Yes   |
| اوکراین      |      | Yes   |
| کره جنوبی    | Yes  |       |
| ترکیه        | Yes  |       |
| فرانسه       | Yes  | Yes   |
| کانادا       | Yes  |       |

### مردان
| دلیل راهیابی                               | تاریخ              | مکان       | شمار | انتخاب شده          |
| ------------------------------------------ | ------------------ | ---------- | ---- | ------------------- |
| کشور میزبان                                | —                  | —          | ۱    | فرانسه              |
| گل‌بال قهرمانی جهان ۲۰۲۲                    | ۵ - ۱۷ دسامبر ۲۰۲۲ | ماتوسینوس  | ۲    | برزیل · چین         |
| مسابقات جهانی نابینایان                    | ۱۸–۲۷ اوت ۲۰۲۳     | بیرمنگام   | ۱    | ژاپن                |
| مسابقات قهرمانی نابینایان آسیا و اقیانوسیه | ۱۰–۱۹ نوامبر ۲۰۲۳  | هانگژو     | ۱    | ایران               |
| بازی‌های پاراپان-آمریکن ۲۰۲۳                | ۱۷–۲۳ نوامبر ۲۰۲۳  | سانتیاگو   | ۱    | ایالات متحده آمریکا |
| مسابقات قهرمانی نابینایان اروپا            | ۶–۱۷ دسامبر ۲۰۲۳   | پودگوریتسا | ۱    | اوکراین             |
| مسابقات قهرمانی نابینایان آفریقا           | ۸–۱۵ دسامبر ۲۰۲۳   | قاهره      | ۱    | مصر                 |
| کل                                         |                    |            | ۸    |                     |

### زنان
| مسیر راهیابی                               | تاریخ             | محل مسابقات | شمار | انتخاب شده        |
| ------------------------------------------ | ----------------- | ----------- | ---- | ----------------- |
| جایگاه کشور میزبان                         | —                 | —           | ۱    | فرانسه            |
| گل‌بال قهرمانی جهان ۲۰۲۲                    | ۵–۱۷ دسامبر ۲۰۲۲  | ماتوسینوس   | ۲    | کره جنوبی · ترکیه |
| مسابقات جهانی نابینایان                    | ۱۸–۲۷ اوت ۲۰۲۳    | بیرمنگام    | ۲    | چین · برزیل       |
| مسابقات قهرمانی نابینایان آسیا و اقیانوسیه | ۱۰–۱۹ نوامبر ۲۰۲۳ | هانگژو      | ۱    | ژاپن              |
| بازی‌های پاراپان-آمریکن ۲۰۲۳                | ۱۷–۲۳ نوامبر ۲۰۲۳ | سانتیاگو    | ۱    | کانادا            |
| مسابقات قهرمانی نابینایان اروپا            | ۶–۱۷ دسامبر ۲۰۲۳  | پودگوریتسا  | ۱    | اسرائیل           |
| مجموع                                      |                   |             | ۸    |                   |

## مدال‌آوران
| Event       | طلا | نقره | برنز |
| ----------- | --- | --- | --- |
| رقابت مردان | ژاپن (JPN) · یوتو سانو · هاروکی توری · یوجی تاگوچی · نوآکی هاگیوارا · کازویا کانکو · کوجی میاجیکی           | اوکراین (UKR) · وسیل اولینک · آنتون استرلچیک · فدیر سیدورنکو · یوهنی سیهاننکو · رودین ژیالین · اولکساندر توپورکوف | برزیل (BRA) · آندره دانتاس · امرسون ارنستو · روماریو مارکوش · لئومون مورنو · پائولو ساتورنینو · جوزمارکیو سوسا |
| رقابت زنان  | ترکیه (TUR) · فاطماگل گولر · ریحان ییلماز · سودا آلتونولوک · سیدانور کاپلان · سوتاپ آلتونولوک · برفین آلتان | اسرائیل (ISR) · الهام محمید روزین · نوا مالکا · گال هامارانی · اوری میزراهی · رونی اوهایون · لیهی بن-دیوید        | چین (CHN) · ژانگ ژیلینگ · کائو ژنهوا · ژو میائو · وانگ چیونیان · که پی‌یینگ · وانگ کونهوا                       |